# Мадона дела Тосе (Фиренца)
Мадона дела Тосе је насеље у Италији у округу Фиренца, региону Тоскана.
Према процени из 2011. у насељу је живело 68 становника. Насеље се налази на надморској висини од 45 м.